# Rajhana
Rajhana (arab. ريحانة) – wieś w Syrii, w muhafazie Hama. W 2004 roku liczyła 985 mieszkańców.